# (7457) Veselov
(7457) Veselov es un asteroide perteneciente al cinturón de asteroides, descubierto el 16 de septiembre de 1982 por la astrónoma soviética Liudmila Chernyj desde el Observatorio Astrofísico de Crimea.

## Designación y nombre
Designado provisionalmente como 1982 SL6. Fue nombrado Veselov en honor al científico ruso Viacheslav Afanásievich Veselov.